# Pirelli
Pirelli – włoskie przedsiębiorstwo specjalizujące się w produkcji opon pneumatycznych. Założył je Giovanni Battista Pirelli w 1872 roku.
Opony Pirelli niemal od zawsze kojarzone są ze sportem. Pierwszym sukcesem był rajd Pekin-Paryż w 1907 r. Zwycięzcy wyścigu używali właśnie opon tego przedsiębiorstwa, co przyniosło mu międzynarodową sławę.
Pirelli jest jednym z pięciu największych przedsiębiorstw na światowym rynku opon. Głównymi produktami są opony przeznaczone do samochodów oraz motocykli.
Przedsiębiorstwo posiada zakłady produkcyjne w Stanach Zjednoczonych, Meksyku, Wielkiej Brytanii, Niemczech, Rosji, Rumunii, Chinach, Turcji, Egipcie, Argentynie, Brazylii, Wenezueli oraz we Włoszech.
Pirelli jest też właścicielem przedsiębiorstwa deweloperskiego Prelios.
Od 2011 roku Pirelli dostarcza opony zespołom Formuły 1.
Co roku wydawane są kalendarze Pirelli zawierających fotograficzne akty modelek.

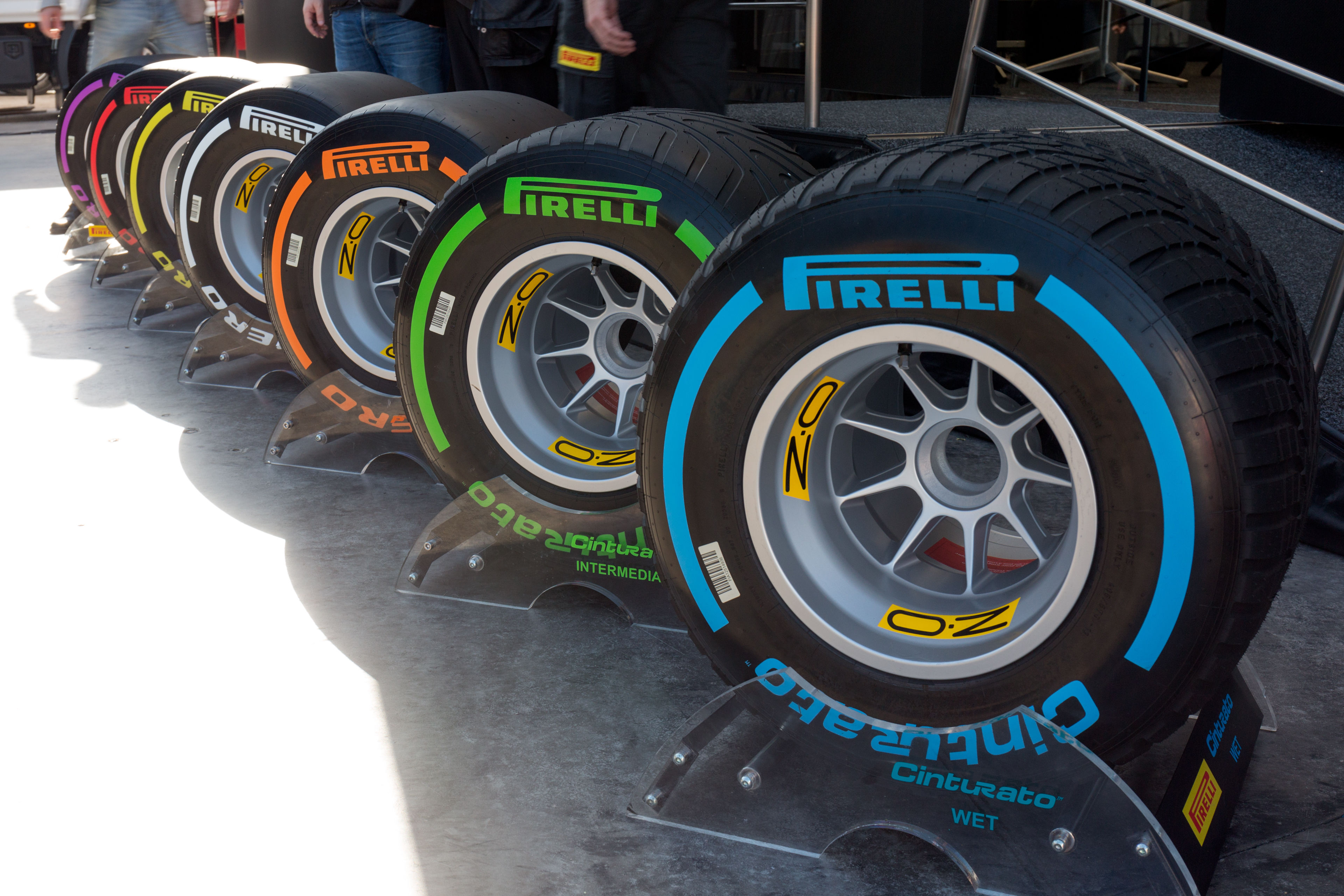
Zestaw opon Pirelli do bolidów Formuły 1